# Pachnobia rufistigma
Pachnobia rufistigma är en fjärilsart som beskrevs av Edward Alfred Cockayne 1952. Pachnobia rufistigma ingår i släktet Pachnobia och familjen nattflyn. Inga underarter finns listade i Catalogue of Life.